# アナザーワールド鏡の国のアリス
ケイト・ベッキンセール in アナザーワールド 鏡の国のアリス（Alice through the Looking Glass）は1998年に制作されたイギリスのファンタジー映画 。主演はケイト・ベッキンセール。 
日本では2005年にDVDリリースされた。  

## 概要
イギリスのTV局制作のドラマ（テレビ映画）。
ルイス・キャロル「鏡の国のアリス」を初めて単独映像化した作品。
「子どもに読み聞かせをしていた母親が、アリスとなり鏡の国を旅する」という設定を持つが、その点を除けば設定・台詞共に原作に近い脚本になっている。

## あらすじ
娘に「鏡の国のアリス」を読み聞かせるうちに母親ジェーンは小説の主人公“アリス”になってしまい、チェスゲームの盤に見立てられた不思議な世界で女王の座を目指す…。

## キャスト
| 役名                   | 俳優                       | 日本語吹替 | 日本語吹替   |
| 役名                   | 俳優                       | ソフト版   | NHK版        |
| ---------------------- | -------------------------- | ---------- | ------------ |
| アリス／ジェーン       | ケイト・ベッキンセール     | かないみか | 八十川真由野 |
| 白の王                 | ジェフリー・パーマー英語版 | 納谷六朗   | 稲垣隆史     |
| 白の女王               | ペネロープ・ウィルトン     | 唐沢潤     | 鈴鹿景子     |
| 赤の女王               | シアン・フィリップス       | 沢田敏子   | 萩尾みどり   |
| 赤の王                 | マイケル・メドウィン英語版 |            | 佐々木梅治   |
| 虫                     | スティーヴ・クーガン       | 森田順平   | 長島雄一     |
| トゥイードルダム       | ゲイリー・オルセン英語版   | 後藤哲夫   | 佐々木勝彦   |
| トゥイードルディ       | マーク・ウォーレン         | 鈴木千尋   | 鈴木祐二     |
| ハンプティ・ダンプティ | デズモンド・バリット英語版 | 藤本譲     | 石塚運昇     |
| 白の騎士               | イアン・ホルム             | 佐々木梅治 | 有川博       |
| 赤の騎士               | グレッグ・ワイズ英語版     |            |              |
| ワスプ（スズメバチ）   | イアン・リチャードソン     | 石住昭彦   | 坂部文昭     |
| オニユリ               | ルイーズ・J・テイラー      | 浅井晴美   | 林智恵       |
| バラ                   | レベッカ・J・パルマー      | 山門久美   | 山下智子     |
| 娘                     | シャーロット・カーリー     | 相田さやか | 吉田小百合   |
| ヤギ                   |                            | 吉田小百合 | 吉田小百合   |

## スタッフ
| 監督       | ジョン・ヘンダーソン英語版 |
| 製作総指揮 | ガイ・コリンズ             |
| 脚本       | ニック・ヴィヴィアン       |
| 原作者     | ルイス・キャロル           |
| 音楽       | ドミニク・シャーラー       |

日本語版制作スタッフ
| 演出           | 志水良旺                               |
| 翻訳           | 徐賀世子                               |
| 字幕           | 森泉佳世子                             |
| 調整           | 小出善司                               |
| 録音           | 小林幸知                               |
| 録音スタジオ   | スタジオザウルス                       |
| 制作担当       | 栗林秀年／内藤恭子（くりぷろ）         |
| プロデューサー | 大平剛史（日活）／菊地恒行（アングル） |

## 衣装・ヘアメイク
ベッキンセール演じるアリスのヘアスタイルは、シーンごとに変わる。衣装（すべてパフスリーブワンピース）も大抵の場合、それに伴って替えられているが、4着を着まわしており、蝶の装飾を付けるなどのマイナーチェンジが行われるに留まっている。
1. ワンピースA：青紫色・膝下丈
2. ワンピースB：紫色・ロング丈・ウェストマークなし
3. ワンピースC：薄紫色・ショート丈
4. ワンピースD：ピンク色・ロング丈・ハイウェスト

| マス目  | シーン                 | ヘアスタイル   | ヘアアクセサリー             | ワンピース | エプロン装飾 |
| ------- | ---------------------- | -------------- | ---------------------------- | ---------- | ------------ |
|         | 鏡の向こうの家         | ダウンヘア     | カチューシャ（金属）         | A          | なし         |
|         | 庭（フライング）       | ダウンヘア     | 不明                         | B          | なし         |
|         | 庭（花園）             | ダウンヘア     | カチューシャ（花）           | A          | なし         |
|         | 庭（赤の女王）         | ツインテール   | シフォンリボン、ヘアクリップ | A          | なし         |
| 3マス目 | 汽車                   | ツインテール   | シフォンリボン、ヘアクリップ | A          | なし         |
| 3マス目 | 虫                     | ダウンヘア     | クリップ（昆虫）             | A          | なし         |
| 4マス目 | トゥイ―ドルディ＆ダム  | アップヘア①    | リボン                       | C          | 赤の蝶       |
| 5マス目 | 白の女王               | ツインテール   | ポンポン（雑貨店で増える）   | A          | 白の蝶       |
| 6マス目 | ハンプティ・ダンプティ | ダウンヘア     | スリーピン（オレンジ色の花） | C          | 赤の蝶       |
| 7マス目 | 白の王                 | ダウンヘア     | ヘアクリップ（ウサギ）       | C          | 白の蝶       |
| 7マス目 | 白の騎士               | ダウンヘア     | スリーピン（紫色の花）       | C          | 赤の蝶       |
| 7マス目 | ワスプ                 | ソバージュヘア | ヘアピン                     | C          | 赤の蝶       |
| 8マス目 | 女王                   | ダウンヘア     | 不明                         | B          | 赤の蝶       |
| 8マス目 | 女王                   | ダウンヘア     | 王冠                         | D          | なし         |
| 8マス目 | 女王                   | アップヘア②    | 王冠                         | D          | なし         |

## その他
キャロルにより書かれたものの原作から削除された挿話「かつらを被ったスズメバチ」が本編に含まれている。こちらは本作によって初めて映像化された。

## 日本における発売形態
日本においては日活配給により、2005年に「ケイト・ベッキンセール in アナザーワールド 鏡の国のアリス」としてDVDが発売された。
また2008年にもオルスタックピクチャーズよりDVD発売されている。しかしこちらは邦題が「アリス・イン・ミラーランド」となっており、日本語吹き替えは付いていない。